# 白粉墙村
白粉墙村为位于中国浙江省温州市泰顺县泗溪镇的一个以林姓、曾姓为主的聚居村落，东邻上院村，西邻下桥村，南邻南溪村。该村现为行政村，下辖五个自然村，有农户886户，人口2453人（截至2017年底）。该村也是泗溪镇政府驻地，1949年一度为泰顺县人民政府驻地。
该村宋代名莘阳村，清初遭兵燹，仅存市亭一白粉墙，遂有今名。林姓于北宋时迁入，曾姓于明宣德年间迁入。村落内的主要建筑有溪东桥（与北涧桥俗称为姐妹桥）、临水殿（亦名陈圣母宫，祭祀陈十四娘娘）、林氏宗祠（泰顺县人民政府成立旧址）、曾氏宗祠（泗溪农民暴动旧址）等。中国木拱桥传统营造技艺、提线木偶戏和陈十四信俗为与村落相关的主要非物质文化遗产。